# Гвідо Гвініцеллі
Гвідо Гвініцеллі (*1235 — †1276) — італійський середньовічний поет, засновник «солодкомовного стилю», правник.

## Життєпис
Народився у м. Болонья у родині Гвініцелло ді Магнано, відомого правника та судді. Замолоду навчався у Болонському університеті на правника. По закінченню студіювання бере активну участь у політичній боротьбі поміж гвельфами та гібелінами, підтримуючи останніх. Дружина — Беатріса Фратта. Мав сина, Гвідучо Гвініцеллі. З 1265 року також професійно займається правницькою діяльністю. Водночас починає складати сонети та канцони. Завдяки підтримки партії гібелінів (зокрема родини Ламбертаці) у 1270 році стає подестою міста Кастельфранко-Емілія. Втім вже у 1274 році перемогу здобувають гвельфи. Тому Гвініцеллі разом із родиною вирушає у вигнання до м.Монселіче, де й помер наприкінці 1276 року.

## Творчість
Спершу був під впливом поета Гвітоне д'Ареццо. Згодом розробив власний, так званий солодкомовний стиль. Він дав поштовх розвитку усією італійської поезії,. Недарма Данте назвива нвініцеллі «батьком італійської поезії». Головними темами була любов та кохання, жінка, її цнотливість та чистота.
| Сонет Io voglio del ver la mia donna laudare. | Художній переклад О. Лук'яненка |
| --- | --- |
| Io voglio del ver la mia donna laudare ed asembrarli la rosa e lo giglio: più che stella diana splende e pare, e ciò ch’è lassù bello a lei somiglio. Verde river’ a lei rasembro e l’âre, tutti color di fior, giano e vermiglio, oro ed azzurro e ricche gioi per dare: medesmo Amor per lei rafina meglio. | Я не кривлю душею ні хвилини, Коли в піснях оспівую єдину, Коли кажу, що і троянди, і лілеї У ніжності змагаються із нею, Що і Венери мерехтіння У світанковім безгомінні, І всі зірки із висоти Її не варті чистоти... |

Разом з тим вперше з'являють філософські та моральні мотиви. Гвініцелли значну увагу приділяв відображенню реальності. Найвідомішими є «Al cor gentil rempaira sempre amore» та «Маніфест». Основою життя людини проголошується Любов:
| Сонет «Al cor gentil rempaira sempre amore...»..                                                                                              | Художній переклад О. Лук'яненка                                                                                            |
| --- | --- |
| Al cor gentil ripara sempre amore come l'ausello in selva a la verdura; né fe' amor anti che gentil core, né gentil core anti ch'amor, natura | «У ніжнім серці мешкає Любов, Неначе пташка у зеленім гаї. Й сильніша віра в милуванні знов, Що серця без любові не буває» |

Хоча Любов залишається категорію непізнаною, трансцендентною та незрозумілою для людини:
| Сонет «Al cor gentil rempaira sempre amore...».. | Художній переклад О. Лук'яненка |
| --- | --- |
| Cosм prava natura recontra amor come fa l’aigua il foco caldo, per la freddura .Amore in gentil cor prende rivera per suo consimel loco com’adamаs del ferro in la minera | «Нам не збагнути план Природи. Любов єдна все поготів: Весь різний світ, вогонь і води, Жагу і холод ручаїв. У кожнім серці прихист має І там же править дивний бал, В якім тотожності єднає, Як діаманти і метал...» |

Усього у доробку Гвідо Гвініцеллі є 24 твори.

## В культурі

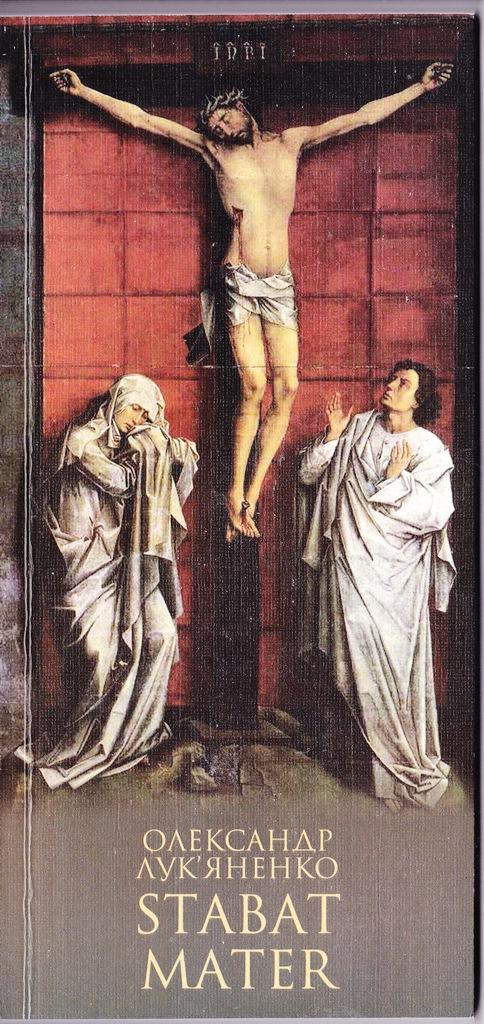
Обкладинка історичної драми-каяття Олександра Лук'яненка з Гвідо Гвініцеллі як один із провідних дієвців

У 2014 р. у Полтаві вийшла у світ історична драма О. Лук'яненка «Stabat Mater». Драма-каяття розкриває історії життів двох геніїв, пов'язаних крізь століття трагічним коханням, духовними пошуками та натхненною творчістю. Один із них — чернець-францисканець Джакопо Бенедетті, автор відомого на весь світ гімну Богородиці «Stabat Mater», який жив у ХІІІ столітті. Інший — талановитий композитор XVIII століття Джованні Баттіста Перголезі, автор уславленої кантати на слова святого. Гвідо Гвініцеллі є одним із головних персонажів. У творі постає як « романтичний юнак, аристократ за походженням, юрист та суддя за професією, поет за волею долі, співець Любові та батько італійської романтичної поезії за вироком часу.»
У творі описаний період життя поета, пов'язаний із навчання у Болоньї. описані доленосні зустрічі з поетом-королем Енцо Сардинським, який заронив у душу Гвідо любов до любовної поезії. Гвініцеллі постає як один із рушіїв, чиє життя та вчинки спонукали його друга, Джакопо Бенедетті, стати на шлях спокути.